# Ященко Лариса Андріївна
Лари́са Андрі́ївна Я́щенко  (26 березня 1888, місто Бровари, нині Київської області — 1980) — українська перекладачка.

## Біографічні дані
Народилася в родині службовця. 1904 року закінчила гімназію в Києві. Згодом училася на Вищих педагогічних курсах, після закінчення яких (1916) кілька років учителювала.
Від 1924 року понад 40 років перебувала на редакційно-видавничій роботі. Одночасно працювала над художніми перекладами з російської на українську мову.

## Переклади
Переклала твори
- Олександра Герцена,
- Максима Горького,
- Надії Крупської,
- Гліба Успенського,
- Федора Гладкова,
- Івана Новикова,
- Федора Панфьорова,
- Георгія Гуліа,
- Аркадія Гайдара,
- Гліба Голубєва,
- Георгія Маркова,
- Костянтина Паустовського,
- Рабіндраната Тагора,
- Рагула Санкритяяна.